# Guettarda paludosa
Guettarda paludosa är en måreväxtart som beskrevs av Johannes Müller Argoviensis. Guettarda paludosa ingår i släktet Guettarda och familjen måreväxter. Inga underarter finns listade i Catalogue of Life.